# De grote stilte
De grote stilte (Tystnaden) is een Zweedse film uit 1963 van Ingmar Bergman. De hoofdrollen worden gespeeld door Ingrid Thulin en Gunnel Lindblom.

## Verhaal
Twee zussen onderbreken door ziekte van een van hen hun reis. Ze belanden met hun zoontje/neefje van ongeveer acht jaar in een hotel van een vreemde stad. Daar slaat de verveling toe, en leidt tot irritatie tussen de beide vrouwen. Uiteindelijk vertrekt de moeder met haar zoontje, en laat haar zieke zus in het hotel achter.

## Rolverdeling
| Acteur           | Personage |
| ---------------- | --------- |
| Ingrid Thulin    | Ester     |
| Gunnel Lindblom  | Anna      |
| Birger Malmsten  | Barman    |
| Håkan Jahnberg   | Ober      |
| Jörgen Lindström | Johan     |

## Karakteristiek
De film stelt de leegte in een mensenleven centraal. Die wordt bij de twee zussen geïllustreerd door alcoholisme en het oppikken van een willekeurige man in een bar. Het jongetje vult zijn tijd onschuldiger in met de bejaarde hotelbediende en een variété-groep dwergen.

## Vormgeving
Tystnaden is deels opgenomen vanuit de beleving van een achtjarige jongen. Zijn onbegrip van de volwassen mensheid accentueert de weergegeven leegte in het leven van zijn moeder en tante.